# Suboestophora hispanica
Suboestophora hispanica е вид коремоного от семейство Trissexodontidae.

## Разпространение
Видът е разпространен в Испания.